# Hans Schreib

Hans Schreib als Student in Göttingen im Jahr 1874

Hans Schreib (links) in der Feriencommission des Göttinger Ersten-Convents im Jahre 1874

Hans Schreib (* um 1852 in Hannover; † 5. August 1912 in Lienen bei Elsfleth) war ein deutscher Chemiker und Fabrikdirektor.

## Leben
Hans Schreib wurde als Sohn eines Senators in Hannover um 1852 geboren und ging dort 1860 auf die höhere Bürgerschule, das spätere Realgymnasium. Er verließ frühzeitig die Schule, um einige Jahre zur See zu fahren. Nach Hannover zurückgekehrt, erwarb er in seiner Kaufmannszeit Kenntnisse über Drogen, Chemikalien und technische Artikel. Im Anschluss ging er nach Göttingen, um an der Georg-August-Universität Chemie zu studieren. Dort trat er im April 1874 in die Studentenverbindung Holzminda ein.
Nach dem Studium wurde er Handelschemiker unter anderem in Kiel und Berlin, dann Betriebschemiker bei Hoffmann’s Stärkefabriken, die mit einer Sodafabrik verbunden war. Dort legte er den Grundstein für seine Kenntnisse in Abwasserfragen sowie in Soda- und Reisstärke-Fabrikation – die beiden Gebiete, in denen er später als Autorität galt. Zahlreiche Veröffentlichungen in wissenschaftlichen Zeitschriften machten ihn in Fachkreisen bekannt. Nach 12-jähriger Tätigkeit bei Hoffmann übernahm er 1893 eine Stelle als Leiter der Reisstärkefabrik von Gebr. Nielsen in Bremen. Nach weiteren 12 Jahren ging er 1905 zu einer Reisstärkefabrik in Harburg, wo es ihm durch eine Erfindung gelang, den Trockenprozess der Stärke so zu verbessern, dass sein Verfahren in der Folgezeit in vielen Reisstärkefabriken zur Anwendung kam. Durch diese Erfindung war es ihm möglich, sich zur Ruhe zu setzen; er heiratete und zog nach Bremen, starb jedoch aufgrund von Krankheit 1912 auf einem Erholungsurlaub in Lienen bei Elsfleth.

## Veröffentlichungen
- Wasserpilze und Kalkreinigung. Zwei wichtige Punkte der Abwasserfrage. Berlin 1904 (Neuauflagen 2010: ISBN 978-1-14141-257-0 & ISBN 1-148-32495-X).
- Die Fabrikation der Soda nach dem Ammoniakverfahren. Berlin 1905.
- Traité de la fabrication de la Soude d'après le procédé à l'ammonique. Verlag Béranger 1906 (Neuauflage 2010: ISBN 1-167-67652-1).